# Nuoto ai Giochi della XXXIII Olimpiade - 200 metri rana maschili
La gara di nuoto dei 200 metri rana maschili dei Giochi della XXXIII Olimpiade di Parigi è stata disputata tra il 30 e il 31 luglio 2024 presso l'Olympic Aquatics Centre alla Paris La Défense Arena.

## Record
Prima della competizione il record del mondo e il record olimpico erano i seguenti:
| Record mondiale | 2'05"48 | Qin Haiyang Cina             | 23 luglio 2023 Fukuoka, Giappone |
| Record olimpico | 2'06"38 | Zac Stubblety-Cook Australia | 29 luglio 2021 Tokyo, Giappone   |

## Programma
| Data           | Ora (UTC+1) | Turno      |
| -------------- | ----------- | ---------- |
| 30 luglio 2024 | 13:00       | Batterie   |
| 30 luglio 2024 | 19:37       | Semifinali |
| 31 luglio 2024 | 17:30       | Finale     |

## Risultati

### Batterie
| Pos. | Batteria | Corsia | Atleta             | Nazionalità   | Tempo   | Note  |
| ---- | -------- | ------ | ------------------ | ------------- | ------- | ----- |
| 1    | 4        | 7      | Cho Sung-jae       | Corea del Sud | 2'09"45 | Q     |
| 2    | 3        | 4      | Zac Stubblety-Cook | Australia     | 2'09"49 | Q     |
| 3    | 4        | 5      | Léon Marchand      | Francia       | 2'09"55 | Q     |
| 4    | 3        | 3      | Caspar Corbeau     | Paesi Bassi   | 2'09"78 | Q     |
| 5    | 3        | 5      | Ippei Watanabe     | Giappone      | 2'09"86 | Q     |
| 6    | 4        | 3      | Dong Zhihao        | Cina          | 2'09"91 | Q     |
| 7    | 2        | 5      | Yū Hanaguruma      | Giappone      | 2'10"35 | Q     |
| 7    | 3        | 2      | Erik Persson       | Svezia        | 2'10"35 | Q     |
| 9    | 4        | 2      | Anton McKee        | Islanda       | 2'10"36 | Q     |
| 10   | 3        | 6      | Josh Matheny       | Stati Uniti   | 2'10"39 | Q     |
| 11   | 2        | 4      | Matthew Fallon     | Stati Uniti   | 2'10"49 | Q     |
| 12   | 4        | 6      | Arno Kamminga      | Paesi Bassi   | 2'10"53 | Q, WD |
| 13   | 2        | 2      | Lyubomir Epitropov | Bulgaria      | 2'10"59 | Q     |
| 14   | 2        | 3      | Joshua Yong        | Australia     | 2'10"68 | Q     |
| 15   | 4        | 4      | Qin Haiyang        | Cina          | 2'10"98 | Q     |
| 16   | 3        | 1      | Denis Petrashov    | Kirghizistan  | 2'10"99 | Q     |
| 17   | 3        | 7      | Miguel de Lara     | Messico       | 2'11"16 | Q     |
| 18   | 2        | 6      | Matti Mattsson     | Finlandia     | 2'11"18 |       |
| 19   | 2        | 7      | Aleksas Savickas   | Lituania      | 2'11"53 |       |
| 20   | 4        | 1      | Jan Kalusowski     | Polonia       | 2'11"87 |       |
| 21   | 4        | 8      | Daniils Bobrovs    | Lettonia      | 2'13"66 |       |
| 22   | 1        | 5      | Tyler Christianson | Panama        | 2'15"62 |       |
| 23   | 2        | 1      | Amro Al-Wir        | Giordania     | 2'15"78 |       |
| 24   | 1        | 4      | Julio Horrego      | Honduras      | 2'18"91 |       |
| 25   | 1        | 3      | Saud Ghali         | Brunei        | 2'22"51 |       |

### Semifinali
| Pos. | Batteria | Corsia | Atleta             | Nazionalità   | Tempo   | Note |
| ---- | -------- | ------ | ------------------ | ------------- | ------- | ---- |
| 1    | 2        | 5      | Léon Marchand      | Francia       | 2'08"11 | Q    |
| 2    | 1        | 4      | Zac Stubblety-Cook | Australia     | 2'08"57 | Q    |
| 3    | 1        | 3      | Dong Zhihao        | Cina          | 2'08"99 | Q    |
| 4    | 1        | 5      | Caspar Corbeau     | Paesi Bassi   | 2'09"52 | Q    |
| 5    | 2        | 3      | Ippei Watanabe     | Giappone      | 2'09"62 | Q    |
| 6    | 1        | 2      | Josh Matheny       | Stati Uniti   | 2'09"70 | Q    |
| 7    | 2        | 6      | Yū Hanaguruma      | Giappone      | 2'09"72 | Q    |
| 8    | 1        | 1      | Joshua Yong        | Australia     | 2'09"89 | Q    |
| 9    | 2        | 1      | Lyubomir Epitropov | Bulgaria      | 2'09"93 |      |
| 10   | 2        | 7      | Matthew Fallon     | Stati Uniti   | 2'09"96 |      |
| 10   | 2        | 8      | Qin Haiyang        | Cina          | 2'09"96 |      |
| 12   | 2        | 4      | Cho Sung-jae       | Corea del Sud | 2'10"03 |      |
| 13   | 1        | 6      | Erik Persson       | Svezia        | 2'10"11 |      |
| 14   | 1        | 8      | Denis Petrashov    | Kirghizistan  | 2'10"19 |      |
| 15   | 2        | 2      | Anton McKee        | Islanda       | 2'10"42 |      |
| 16   | 1        | 7      | Miguel de Lara     | Messico       | 2'11"28 |      |

### Finale
| Pos.    | Corsia | Atleta             | Nazionalità | Tempo   | Note |
| ------- | ------ | ------------------ | ----------- | ------- | ---- |
| Oro     | 4      | Léon Marchand      | Francia     | 2'05"85 |      |
| Argento | 5      | Zac Stubblety-Cook | Australia   | 2'06"79 |      |
| Bronzo  | 6      | Caspar Corbeau     | Paesi Bassi | 2'07"90 |      |
| 4       | 3      | Dong Zhihao        | Cina        | 2'08"46 |      |
| 5       | 1      | Yū Hanaguruma      | Giappone    | 2'08"79 |      |
| 6       | 2      | Ippei Watanabe     | Giappone    | 2'08"83 |      |
| 7       | 7      | Josh Matheny       | Stati Uniti | 2'09"52 |      |
| 8       | 8      | Joshua Yong        | Australia   | 2'11"44 |      |